# Drugi rząd Antónia Guterresa
Drugi rząd Antónia Guterresa (port. XIV Governo Constitucional de Portugal – XIV rząd konstytucyjny Portugalii) – rząd Portugalii funkcjonujący od 25 października 1999 do 6 kwietnia 2002.
Był to jednopartyjny gabinet utworzony po wyborach parlamentarnych w 1999, wygranych ponownie przez Partię Socjalistyczną. Po kolejnych wyborach w 2002, wygranych przez centroprawicę, został zastąpiony przez rząd José Manuela Barroso.

## Skład rządu
- Premier: António Guterres
- Minister stanu, minister spraw zagranicznych: Jaime Gama
- Minister stanu: Jorge Coelho (od 10 września 2000 do 10 marca 2001)
- Minister ds. prezydencji: Jorge Coelho (do 14 września 2000), Guilherme d’Oliveira Martins (od 14 września 2000)
- Minister zaopatrzenia społecznego: Jorge Coelho (do 10 marca 2001), Eduardo Ferro Rodrigues (od 10 marca 2001 do 23 stycznia 2002), José Sócrates (od 23 stycznia 2002, p.o.)
- Minister obrony narodowej: Júlio Castro Caldas (do 3 lipca 2001), Rui Pena (od 3 lipca 2001)
- Minister delegowany: Fernando Gomes (do 14 września 2000), Armando Vara (do 14 września 2000), António José Seguro (od 3 lipca 2001)
- Minister administracji i spraw wewnętrznych: Fernando Gomes (do 14 września 2000), Nuno Severiano Teixeira (od 14 września 2000)
- Minister finansów: Joaquim Pina Moura (do 3 lipca 2001), Guilherme d’Oliveira Martins (od 3 lipca 2001)
- Minister gospodarki: Joaquim Pina Moura (do 14 września 2000), Mário Cristina de Sousa (od 14 września 2000 do 3 lipca 2001), Luís Braga da Cruz (od 3 lipca 2001)
- Minister pracy i solidarności społecznej: Eduardo Ferro Rodrigues (do 10 marca 2001), Paulo Pedroso (od 10 marca 2001)
- Minister sprawiedliwości: António Costa
- Minister ds. planowania: Elisa Ferreira
- Minister rolnictwa, rozwoju wsi i rybołówstwa: Luís Capoulas Santos
- Minister edukacji: Guilherme d’Oliveira Martins (do 14 września 2000), Augusto Santos Silva (od 14 września 2000 do 3 lipca 2001), Júlio Pedrosa (od 3 lipca 2001)
- Minister zdrowia: Manuela Arcanjo (do 3 lipca 2001), António Correia de Campos (od 3 lipca 2001)
- Minister środowiska i planowania przestrzennego: José Sócrates
- Minister kultury: Manuel Maria Carrilho (do 12 lipca 2000), José Sasportes (od 12 lipca 2000 do 3 lipca 2001), Augusto Santos Silva (od 3 lipca 2001)
- Minister nauki i technologii: Mariano Gago
- Minister reformy stanu i administracji publicznej: Alberto Martins
- Minister ds. równouprawnienia: Maria de Belém Roseira (do 14 września 2000)
- Minister młodzieży i sportu: Armando Vara (od 14 września 2000 do 18 grudnia 2000), José Lello (od 18 grudnia 2000)